# Siniša Zlatković
Siniša Zlatković (né le 16 avril 1934 dans le royaume de Yougoslavie et mort à une date inconnue) était un joueur de football international yougoslave-serbe.

## Biographie

### Club
Durant sa carrière, il a évolué dans le club du championnat yougoslave de l'Étoile rouge de Belgrade avec lequel il remporte le premier titre de champion de Yougoslavie de ce club en 1951.

### International
Du côté de la sélection, il est convoqué avec l'équipe de Yougoslavie par l'entraîneur serbe Milorad Arsenijević pour disputer la coupe du monde 1950 au Brésil,,.